# Cristina Monge
Cristina Monge Lasierra (Zaragoza, 25 de febrero de 1975) es una socióloga y politóloga española especialista en movimientos sociales, emergencia climática y transición ecológica.

## Trayectoria
Cristina Monge estudió ciencias políticas de 1993 a 1998 en la Universidad Nacional de Educación a Distancia (UNED). Tiene formación de postgrado con un máster en la Unión Europea por la UNED, máster de la Universidad Autónoma de Barcelona en comunicación política. Realizó estudios de postgrado sobre participación ciudadana y se doctoró en la Universidad de Zaragoza con una tesis doctoral sobre el movimiento 15-M, tema también analizado en su libro 15M: un movimiento político para democratizar la sociedad.
Monge es profesora asociada de Sociología en la Universidad de Zaragoza y en la UNED. También realiza colaboraciones en otros organismos dedicados a la formación como el Instituto Nacional para las Administraciones Públicas (INAP) y varias universidades sobre asignaturas de participación ciudadana, democracia y sostenibilidad ambiental. Trabaja como asesora en organizaciones como la Fundación Ecología y Desarrollo (ECODES) o la Fundación Renovables. También realiza trabajos como editora de colecciones sobre política y democracia en la editorial Gedisa donde publicó su libro de 2019 Hackear la Política. Forma parte del consejo editorial de la revista Ethic.
Monge publica sus artículos como analista política en medios como Green European Journal, El País, Cadena SER, Infolibre, TVE, o como coordinadora de Transición Energética en Agenda Pública.
Desde 2020 es la presidenta de la plataforma +Democracia. Además dirige junto con Jorge Urdánoz la colección Serie Más Democracia de la editorial Gedisa. Junto con Urdánoz ha escrito la presentación del libro de Beatriz Acha Analizar el auge de la ultraderecha publicado en esa colección.

## Obras seleccionadas
- 2017 – 15M: un movimiento político para democratizar la sociedad. Prensas de la Universidad de Zaragoza. ISBN 978-84-16933-63-1.[9]
- 2019 – La iniciativa social de mediación de los conflictos del agua en Aragón. Con José Juan Verón Lassa. Prensas de la Universidad de Zaragoza. ISBN 978-84-17633-68-4.[10]
- 2019 – Hackear la política. Con Raúl Oliván Cortés. GEDISA. ISBN 978-84-17835-17-0.[11]